# Scutellaria lateriflora
Scutellaria lateriflora är en kransblommig växtart som beskrevs av Carl von Linné. Scutellaria lateriflora ingår i Frossörtssläktet som ingår i familjen kransblommiga växter. Utöver nominatformen finns också underarten S. l. lateriflora.
Exemplaren utvecklas varje år från rötterna och de når en höjd av cirka 50 cm. På förgreningarna utvecklas blad och blåvioletta blommor som liknar en hjälm i formen. Scutellaria lateriflora är en medicinalväxt där torkade delar används mot inflammation.
Arten förekommer i nästan hela Kanada och USA. Exemplar hittas på ängar, i områden som liknar marskland, i träskmarker och vid vattenansamlingarnas kanter.
För beståndet är inga hot kända. Hela populationen anses vara stor. IUCN listar arten som livskraftig (LC).

## Bildgalleri

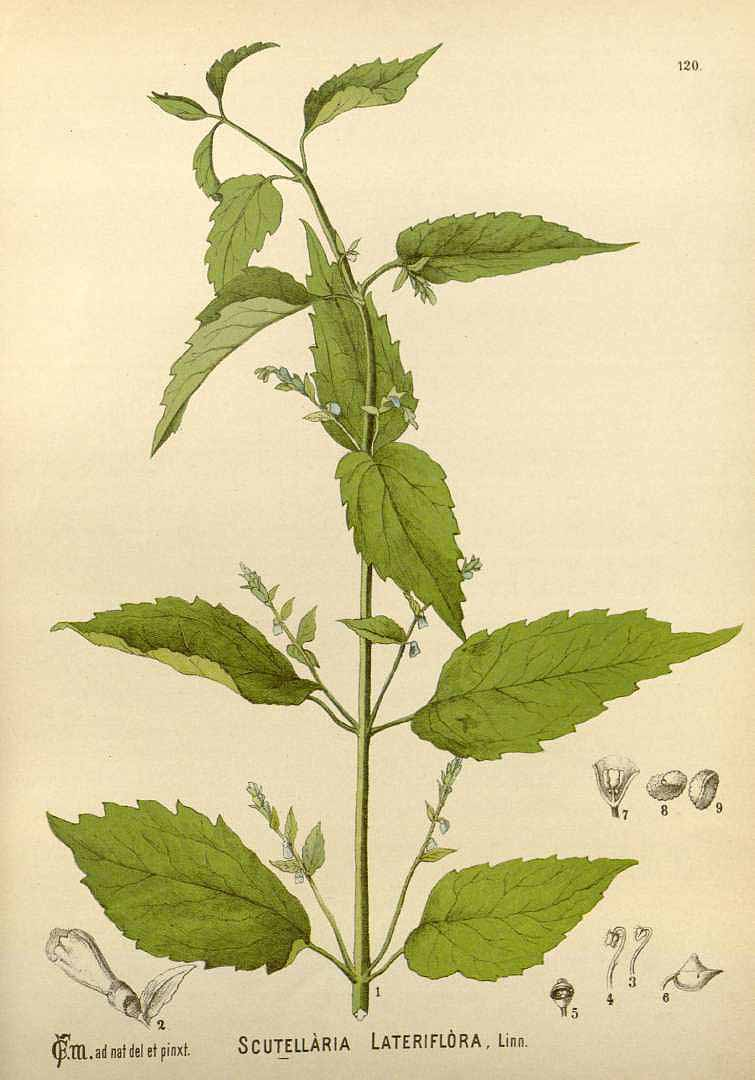